# Kevin Belingon
Kevin Belingon (Kiangan, 30 ottobre 1987) è un artista marziale misto filippino.
Combatte nella divisione dei pesi gallo per l'organizzazione singaporeana ONE Championship, nella quale è campione di categoria dal 2018. In passato ha militato anche nella promozione filippina URCC, dove è stato campione dei pesi mosca.

## Biografia
Nativo di Kiangan, nella provincia di Ifugao, Belingon cresce in una famiglia di risicoltori.
Durante gli studi all'Università delle Cordilleras conosce la passione per le arti marziali cinesi. Dopo aver ottenuto una laurea in criminologia, decide di rilocarsi a Baguio per continuare a praticare il wushu; qui inizia ad allenarsi presso il Team Lakay Wushu, nota squadra del luogo che lo introduce più tardi alle arti marziali miste. Le forti amicizie con Mark Sangiao ed Eduard Folayang, membri di spicco del Team Lakay, lo spingono quindi ad intraprendere una carriera nello sport da combattimento.

## Caratteristiche tecniche
Belingon è un lottatore che predilige il combattimento in piedi. Aggressivo ma corretto, spicca per la rapidità e per la grande potenza dei colpi, grazie alle quali è stato in grado di ottenere molte delle sue vittorie tramite knockout. La predisposizione alle finalizzazioni gli ha valso il soprannome Il silenziatore (in lingua inglese The Silencer). Tra i suoi colpi più utilizzati vi sono i calci, in particolare lo spinning back kick.
Capace di una buona gestione del ritmo, è solito tenere sotto pressione l'avversario. È inoltre dotato di un'elevata resistenza alla fatica, il che gli consente di disputare ad alti ritmi anche gli incontri più lunghi.

## Carriera nelle arti marziali miste

### Gli inizi
Dopo aver perfezionato le proprie abilità nel wushu, compie il suo debutto nel 2007 presso la promozione filippina Universal Reality Combat Championship (URCC). Conquista il titolo dei pesi mosca URCC già all'esordio, sconfiggendo il connazionale Richard Lasprilla  per decisione di maggioranza.  Dopo aver inanellato una striscia di nove vittorie consecutive combattendo anche in Cina e in Singapore, attira l'attenzione della promozione ONE Championship che decide di metterlo sotto contratto nel gennaio del 2012.

### ONE Championship
Belingon debutta per la ONE Championship nel marzo seguente contro l'esperto di prese giapponese Masakazu Imanari, che gli infligge la prima sconfitta da professionista proprio tramite sottomissione nel round d'apertura. Cinque mesi dopo arriva un'altra battuta d'arresto, questa volta ai punti, contro il futuro campione dei pesi gallo Kim Soo-chul.
Successivamente decide di partecipare ad un torneo per la possibilità di combattere per il titolo di categoria: seguono per lui due finalizzazioni ai danni di Yusup Saadulaev e Than Vu, prima della sconfitta contro il nipponico Masakatsu Ueda nel round finale del torneo. Il filippino riesce tuttavia a rimanere in corsa per la cintura grazie ad ulteriori vittorie, intramezzate da un insuccesso contro Kim Dae-hwan, che gli consentono di mantenere un ranking elevato nella divisione.
Il 23 gennaio 2016, a ONE 37: Dynasty of Champion 5, gli viene data la possibilità di sfidare per il titolo il campione in carica Bibiano Fernandes, dal quale viene però battuto tramite sottomissione al primo round. Negli anni seguenti si rende protagonista di una rinascita sportiva, favorita dal duro allenamento sulle proprie faglie nel combattimento: grazie a una serie di vittorie in successione – inclusi due rapidi KO contro i contendenti Toni Tauru e Reece McLaren – si riposiziona infatti nelle gerarchie più alte dei gallo. Il 27 luglio 2018, a ONE 78: Reign of Kings, si laurea campione di categoria ad interim imponendosi nettamente ai punti sull'australiano Martin Nguyen, già campione in due divisioni di peso e alla ricerca di un terzo titolo. Completa la scalata verso il titolo di campione indiscusso il 9 novembre seguente in una rivincita contro Bibiano Fernandes, infliggendo al brasiliano la prima sconfitta in 8 anni al termine di un match altamente combattuto.
Dopo una pausa di quasi sette mesi, Belingon torna in azione nella città giapponese di Tokyo, dove perde il titolo contro Fernandes per squalifica. La lunga rivalità con il brasiliano si chiude di fatto con il loro quarto e ultimo match nell'ottobre 2019, nella centesima card di ONE Championship, in cui Belingon viene sconfitto per sottomissione al secondo round, sovrastato dalla netta superiorità a terra del campione sudamericano. Il 13 novembre 2020 incrocia il neoarrivato John Lineker contro cui perde per KO tecnico al primo round, mentre nel dicembre 2021 viene fermato alla seconda ripresa dal sudcoreano Kwon Won-il.

## Risultati nelle arti marziali miste
| Risultato | Record | Avversario             | Metodo                                 | Evento                                      | Data              | Round | Tempo | Città                  | Note                                                    |
| --------- | ------ | ---------------------- | -------------------------------------- | ------------------------------------------- | ----------------- | ----- | ----- | ---------------------- | ------------------------------------------------------- |
| Sconfitta | 20-9   | Kwon Won-il            | KO tecnico (pugno)                     | ONE Championship: Winter Warriors II        | 17 dicembre 2021  | 2     | 0:52  | Kallang, Singapore     |                                                         |
| Sconfitta | 20-8   | John Lineker           | KO tecnico (pugni)                     | ONE Championship 120: Inside the Matrix III | 13 novembre 2020  | 2     | 1:16  | Kallang, Singapore     |                                                         |
| Sconfitta | 20-7   | Bibiano Fernandes      | Sottomissione (rear-naked choke)       | ONE Championship 100: Century – Part 2      | 13 ottobre 2019   | 2     | 2:16  | Tokyo, Giappone        | Per il titolo dei pesi gallo ONE                        |
| Sconfitta | 20-6   | Bibiano Fernandes      | Squalifica (gomitate)                  | ONE Championship 92: A New Era              | 31 marzo 2019     | 3     | 3:40  | Tokyo, Giappone        | Perde il titolo dei pesi gallo ONE                      |
| Vittoria  | 20-5   | Bibiano Fernandes      | Decisione (non unanime)                | ONE Championship 83: Heart of the Lion      | 9 novembre 2018   | 5     | 5:00  | Kallang, Singapore     | Vince e unifica il titolo indiscusso dei pesi gallo ONE |
| Vittoria  | 19-5   | Martin Nguyen          | Decisione (unanime)                    | ONE Championship 78: Reign of Kings         | 27 luglio 2018    | 5     | 5:00  | Manila, Filippine      | Vince il titolo dei pesi gallo ONE ad interim           |
| Vittoria  | 18-5   | Andrew Leone           | KO tecnico (calcio a giro e pugni)     | ONE Championship 71: Heroes of Honor        | 27 aprile 2018    | 2     | 1:27  | Manila, Filippine      |                                                         |
| Vittoria  | 17-5   | Kevin Chung            | Decisione (unanime)                    | ONE Championship 63: Legends of the World   | 10 novembre 2017  | 3     | 5:00  | Manila, Filippine      |                                                         |
| Vittoria  | 16-5   | Reece McLaren          | KO (pugni)                             | ONE Championship 59: Quest for Greatness    | 18 agosto 2017    | 1     | 1:02  | Kuala Lumpur, Malesia  |                                                         |
| Vittoria  | 15-5   | Toni Tauru             | KO tecnico (pugni)                     | ONE Championship 55: Dynasty of Heroes      | 21 aprile 2017    | 1     | 2:27  | Manila, Filippine      |                                                         |
| Vittoria  | 14-5   | Muin Gafurov           | Decisione (unanime)                    | ONE Championship 38: Clash of Heroes        | 7 ottobre 2016    | 3     | 5:00  | Yangon, Birmania       |                                                         |
| Sconfitta | 13-5   | Bibiano Fernandes      | Sottomissione (kimura)                 | ONE Championship 37: Dynasty of Champions 5 | 23 gennaio 2016   | 1     | 4:04  | Changsha, Cina         | Per il titolo dei pesi gallo ONE                        |
| Vittoria  | 13-4   | Koetsu Okazaki         | Decisione (unanime)                    | ONE FC 23: Warrior's Way                    | 5 dicembre 2014   | 3     | 5:00  | Manila, Filippine      |                                                         |
| Sconfitta | 12-4   | Kim Dae-hwan           | Sottomissione (rear-naked choke)       | ONE FC 14: War of Nations                   | 14 marzo 2014     | 1     | 4:39  | Kuala Lumpur, Malaysia |                                                         |
| Vittoria  | 12-3   | David Aranda Santacana | KO tecnico (pugni)                     | ONE FC 23: Warrior's Way                    | 6 dicembre 2013   | 1     | 2:53  | Manila, Filippine      |                                                         |
| Sconfitta | 11-3   | Masakatsu Ueda         | Decisione (unanime)                    | ONE FC 9: Rise to Power                     | 31 maggio 2013    | 3     | 5:00  | Manila, Filippine      |                                                         |
| Vittoria  | 11-2   | Thanh Vu               | KO tecnico (pugni)                     | ONE FC 8: Kings and Champions               | 5 aprile 2013     | 2     | 1:00  | Singapore              |                                                         |
| Vittoria  | 10-2   | Yusup Saadulaev        | KO tecnico (pugni)                     | ONE FC 6: Rise of Kings                     | 6 ottobre 2012    | 1     | 3:18  | Kallang, Singapore     |                                                         |
| Sconfitta | 9-2    | Kim Soo-chul           | Decisione (unanime)                    | ONE FC 5: Pride of Nation                   | 31 agosto 2012    | 3     | 5:00  | Quezon City, Filippine |                                                         |
| Sconfitta | 9-1    | Masakazu Imanari       | Sottomissione (heel hook invertita)    | ONE FC 5: Pride of Nation                   | 31 marzo 2012     | 1     | 1:18  | Kallang, Singapore     |                                                         |
| Vittoria  | 9-0    | Isaac Tuling           | KO tecnico (calcio alla testa e pugni) | URCC 19 - Collision                         | 2 aprile 2011     | 1     | 6:25  | Sentosa, Singapore     |                                                         |
| Vittoria  | 8-0    | Dalai Bayin            | Sottomissione (rear-naked choke)       | Legend FC: Legend Fighting Championship 3   | 24 settembre 2010 | 1     | 4:26  | Hong Kong              |                                                         |
| Vittoria  | 7-0    | Jo Nam-jin             | Decisione (unanime)                    | Legend FC: Legend Fighting Championship 2   | 24 giugno 2010    | 3     | 5:00  | Hong Kong              |                                                         |
| Vittoria  | 6-0    | Ngoo Ditty             | KO (pugno)                             | MC: Martial Combat 2                        | 13 maggio 2010    | 1     | 2:51  | Singapore              |                                                         |
| Vittoria  | 5-0    | Jilmar Tangayan        | Decisione (unanime)                    | URCC-Rogue Magazine's Black The Brawl 2009  | 24 ottobre 2009   | 3     | 5:00  | Makati, Filippine      |                                                         |
| Vittoria  | 4-0    | Justin Cruz            | Decisione (unanime)                    | URCC 13 - Indestructible                    | 28 marzo 2009     | 2     | 10:00 | Makati, Filippine      |                                                         |
| Vittoria  | 3-0    | Magellan Perez         | Sottomissione (kimura)                 | URCC 12 - Supremacy                         | 22 novembre 2008  | 1     | 4:01  | Makati, Filippine      |                                                         |
| Vittoria  | 2-0    | Roldan Cartajena       | Sottomissione (armbar)                 | URCC 11 - Redemption                        | 25 novembre 2007  | 1     | 8:42  | Makati, Filippine      |                                                         |
| Vittoria  | 1-0    | Richard Lasprilla      | Decisione (maggioritaria)              | URCC 10 - X                                 | 30 giugno 2007    | 2     | 10:00 | Taguig, Filippine      | Vince il titolo dei pesi mosca URCC                     |